# ميلان فورد
ميلان فورد (بالإنجليزية: Milan Ford)‏ هو فلاح وسياسي أمريكي، ولد في 14 فبراير 1822، وتوفي في 22 أغسطس 1900 في نيكيمي في الولايات المتحدة. انتخب عضو جمعية ولاية ويسكونسن.